# Ад-Духаїль
Спортивний клуб «Аль-Духаїль» або просто «Аль-Духаїль» (араб. نادي الدحيل الرياضي) — катарський футбольний клуб з міста Доха, який виступає в Лізі зірок Катару.

## Історія
Клуб був заснований в 1938 році під назвою «Аш-Шорта», а в 2009 був перейменований в «Лехвія». За теперішніх часів бюджет цього клубу є найбільшим в Катарі.
Після свого перейменування, клуб почав грати у Другій лізі Катару, де зайняв друге місце і вийшов у Лігу Катару, де в перший же сезон став чемпіоном.
У сезоні 2011/12 років «червоні лицарі» повторили торішній успіх і вдруге стали чемпіонами Катару.

Логотип клубу «Лехвія» у 2009-2016 роках

По завершенні сезону 2016/17 клуб об'єднався з «Аль-Джаїшем». Новий клуб, заснований на базі «Лехвії», отримав назву «Аль-Духаїль».
На початку сезону 2021/22 у серпні 2021 року футбольний клуб очолив португальський спеціаліст Луїш Каштру, який раніше очолював донецький «Шахтар».

## Стадіон
Будівництво стадіону «Абдулли бін Халіфи» було розпочато в 2011 році і завершено до лютого 2013 року. Перший етап був завершений у травні 2012 року. Стадіон був офіційно відкритий 15 лютого 2013 року. Перший матч на стадіоні відбувся в рамках Ліги Зірок Катару, коли домашня команда «Лехвія» зустрілася проти Аль-Хора. Офіційна місткість становить 9 000 осіб , а стадіон розташований у комплексі Сил внутрішньої безпеки в районі Духайл столиці Дохи.

## Досягнення
- Старз-ліга:
  -  Чемпіон (8): 2010/11, 2011/12, 2013/14, 2014/15, 2016/17, 2017/18, 2019/20, 2022/23

- Друга ліга Катару
  -  Чемпіон (1): 2010

- Кубок наслідного принца Катару:
  -  Володар (4): 2013, 2015, 2018, 2023

- Кубок шейха Яссіма:
  -  Володар (2): 2015, 2016

- Кубок Еміра Катару:
  -  Володар (4): 2016, 2018, 2019, 2022

- Кубок зірок Катару:
  -  Володар (2): 2022/23, 2024/25

## Відомі гравці
| - Маджид Буґерра - Мурад Мегні - Мумуні Дагано - Нашат Акрам - Себастян Сорія | - Жасур Хасанов - Нам Тхе Хі - Чико Флорес - Владімір Вайсс - / Даме Траоре |